# Фитрет, Али
Али Фитрет (1890, Тебриз — 1948) — поэт, федаи, участник Конституционной революции и движения 21 Азер. Член правления Общества поэтов и писателей, созданного в период Национального Правительства Азербайджана. После падения Национального Правительства был арестован шахскими войсками и был убит в тюрьме.

## Жизнь
Али Мухаммед оглу Фитрет родился в 1890 году в городе Тебриз. Начальное образование он получил в моллахане. От своего отца, Моллы Мухаммеда, он изучал классическую литературу, научные знания и арабский язык. Его отец умер, когда ему было 15 лет, и он был вынужден оставить учёбу и начать работать корректором. Во время работы на этом месте он начал заниматься литературным творчеством. Он присоединился к Конституционному движению. За проявленную храбрость он был награжден медалью «Саттархан».
В 1924—1925 годах он работал в управлении железной дороги Тебриз-Джульфа.
В 1932 году была опубликована книга «Буму бульбюль» («Сова и соловей»), а в 1937 году — «Дивани Фитрет». Его стихи публиковались в газетах «Шахин», «Тебриз», «Сехенд», «Кануни-Шуара», «Хавер-но», «Азербайджан», «Шафаг», «Вэтэн йолунда», издававшихся в Тебризе и Тегеране. Сатирические стихи он публиковал под псевдонимами.
В мае 1945 года он был одним из членов делегации из Южного Азербайджана, приглашённой в Баку по случаю 25-летия установления советской власти в Азербайджане. Он принимал участие в движении 21 Азер. 20 ноября 1945 года в театре Арк в Тебризе начал свою деятельность Азербайджанский Народный Конгресс. Али Фитрет также участвовал в этом Конгрессе в качестве делегата. Он был одним из основателей «Общество поэтов» и после создания Национального Правительства Азербайджана стал членом правления Общества поэтов и писателей.
5 декабря 1946 года шахские войска, наступавшие на Мияне, были остановлены федаинами под руководством Гулама Яхьи. Жители различных регионов Азербайджана обращались к Национальному правительству с просьбой о вооружении и борьбе против шахских войск. После этого под руководством Мир Джафар Пишевари был создан Комитет обороны. Первой задачей комитета стало объявление военного положения в Тебризе и создание добровольческих отрядов «Бабек». В первый этап в эти отряды вступило 600 человек. После этого Пишевари вновь обратился к Советскому Союзу за военной поддержкой. Однако этот запрос остался без ответа.
11 декабря 1946 года Азербайджанский провинциальный совет принял решение о том, чтобы предотвратить кровопролитие, и указал Кызылбашской Народной Армии и федаев не оказывать сопротивления войскам шаха и покинуть поле боя. С того дня, банды феодалов, а также жандармы в гражданской одежде начали совершать массовые убийства в крупных городах, еще до того, как туда вошла иранская армия. Эти группы назывались Тегеранским радио «иранскими патриотами». Их основной целью было уничтожение демократов и обеспечение входа шахских войск в города. Тебриз и другие города Азербайджана подверглись грабежам и массовым убийствам. Азербайджанское Демократическая Республика пало. Тысячи людей были арестованы. В ходе массовых убийств были убиты члены АДФ, федаины, а также известные поэты Джафар Кашиф, Сади Юзбанди и Мухаммедбагир Никнам. 14 декабря 1946 года поддерживаемая США и Великобританией иранская армия вошла в Тебриз. После этого резня и грабежи продолжались. Али Фитрет, как и другие демократы, был арестован шахскими войсками. В тюрьме он подвергался пыткам. В 1948 году он был убит в тюрьме.